# Tipula seticellula
Tipula seticellula är en tvåvingeart. Tipula seticellula ingår i släktet Tipula och familjen storharkrankar.

## Underarter
Arten delas in i följande underarter:
- T. s. glabricellula
- T. s. longiligula
- T. s. seticellula